# Sirka (Togo)
Sirka ou Siika est une petite ville du Togo.

## Géographie
Sirka, ville d'origine de l'ex-Vice President du Togo de 1964, Feu Antoine Meatchi, est un canton de la préfecture de la Binah (dans la commune Binah 2) située sur la zone frontalière avec le Bénin (Semere) à environ 38 km à l'est de Kara (Togo).
« N'DAAYI ou Mandaayi» est un mot propre aux habitants de Sirka. Ils l'utilisent pour designer « (mon) ami, collègue, compagnon». Ce seul mot qui entre toutes les cinq secondes dans la conversation entre Sirka, permet aux autres ethnies du Togo de les identifier. Sirka compte 6 grands villages que sont : Lorou, Amonde, Mbode, Keakou, Ndjei, Sangayinlao ; tous parlant une langue commune appelée « Sirka » dialecte local issu du « Kotokoli », « Kabye » et « Lougba ».
La danse traditionnelle qui regroupe les fils et filles de Sirka et de la diaspora est « AYENGUEE », une danse endiablée qui a lieu tous les cinq ans dont la dernière danse date de décembre 2024
Religion : musulmans : 30%, chrétiens :45%, autres: 25%

## Vie économique
- Coopérative paysanne
- Cooperative artisanale
- Architecture
- Eco-village
- Zaap

## Lieux publics
- Lycée Sirka
- CEG Sirka-N'djéï
- Écoles primaires
- Ecole Franco-Arabe
- CMS Sirka centre
- Dispensaires
- Centre social
- Unité de Police de Sirka
- marché de Sirka (tous les Lundis desormais)
- Bar Maison Blanche
- Bar Deo Gratias